# Ruthenistan tetrapropylamonný
Ruthenistan tetrapropylamonný (zkráceně TPAP nebo TPAPR) je chemická sloučenina se vzorcem N(C3H7)4RuO4, používaná v organické syntéze. Jedná se o sůl tetrapropylamonného kationtu s ruthenistanovým aniontem, RuO -
4 .

## Použití
Oxid rutheničelý je velmi silným oxidačním činidlem, TPAP, jeho jednoelektronově redukovaný derivát, je mírnější. Primární alkoholy oxiduje na aldehydy, sekundární alkoholy se pak přeměňují na ketony.
Při použití většího množství katalyzátoru a kooxidantu a přidání dvou ekvivalentů vody lze primární alkoholy oxidovat až na karboxylové kyseliny. V tomto případě se vytváří hydrát geminálního diolu, který se poté znovu oxiduje.
Vodu vznikající při oxidaci je možné odstranit pomocí molekulárních sít. TPAP je nákladný, ovšem postačuje použití katalytických množství. Průběh katalytického cyklu zajišťuje stechiometrický kooxidant, jako například N-methylmorfolin-N-oxid nebo molekulární kyslík.
TPAP se také používá ke štěpení vicinálních diolů na aldehydy.